# Természetjárás Magyarországon

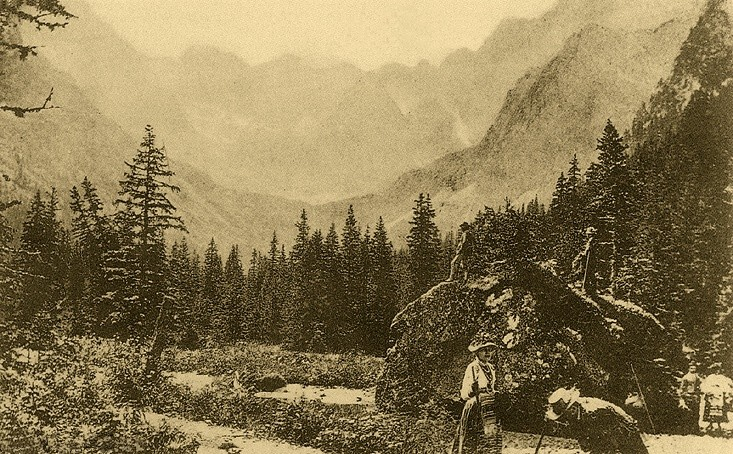
A Magas-Tátra egy 19. századi fényképen

A magyarországi szervezett természetjárás legjelentősebb képviselője a Magyar Természetjáró Szövetség.

## Története
A magyar természetjárás kialakulása a 17. század első felében az egykori Magyar Királyság területéhez tartozó Magas-Tátra környékén kezdődött. Az első ismert Tátra-kutató Frölich Dávid volt, aki a Lomnici-csúcs megmászásának élményét vetette papírra. Az évszázad végén már több, nagy tapasztalattal rendelkező hegyivezetőről is vannak feljegyzések az útikönyvek lapjain. Ekkor már rendszeresen szerveztek iskolai kirándulásokat, hegymászásokat tapasztalt idegenvezetőkkel az élen. Az 1683-ban megjelent Ungarischer Simplicissimus című műben említik Augustini Keresztély nevét, akinek nagy szerepe volt a tátrai utak rendezésében.
Ifjabb Buchholtz György 1717-ben készítette el a déli Tátra látóképét, amin 19 csúcsot nevezett meg. Ő fedezte fel a Deményfalvi-barlangot, és készítette el első rajzát, amelyet Bél Mátyás az 1723-ban írt Hungariae antiquae et novae prodromus című művében tett közzé.
A 18. század derekán egyre több külföldinek is felkeltette érdeklődését a Tátra. Felkereste az osztrák Johann Ehrenreich Fichtel (1788) és Hacquet (1792-1794), valamint az angol Robert Townson, akinek magyarországi útleírása 1797-ben jelent meg Travels in Hungary címen.
1865-ben felépült az első menedékház, a Tarpataki-völgyben. Tátrafüred akkori bérlője, Rainer János György építette, akiről a kis kunyhót azután el is nevezték. Ezt követően szinte gombamód szaporodtak a kis házak, melyek rossz idő esetén védelmet biztosítottak a turistáknak.
A fellendülő idegenforgalom szinte maga után hozta egy szervezeti egység felállítását, amely összefogta, koordinálta az egyelőre egymástól függetlenül létező kis csapatokat.
1873. augusztus 10-én Tátrafüreden volt az alakuló közgyűlése a Magyarországi Kárpát-egyesületnek (MKE). Ez volt a világon a hatodik ilyen jellegű társaság. Megkezdődött a szervezett turizmus Magyarországon. 1875-ben a Tarpataki-völgyben állították fel az MKE első menedékházát, a Rózsa menedékházat s ugyanez évben épült a Csorba-tavi József menedékház, majd ezeket követte a többi: Zöld-tavi Egyed mh. (1876), Felka-tavi Hunfalvy mh. (1878), Poprádtavi Majláth mh. (1879), azonkívül menedékkunyhó a szalóki Háromtó-völgyben (1878) és a Menguszfalvi-völgyben (1880). Emellett nagy jelentőségű útépítéseket is végeztek.
1874-ben évkönyvet adott ki az MKE, amely a magyar túramozgalom első sajtótermékének tekinthető. Az elkövetkező években több nagyvárosban MKE-osztályok jöttek létre amik azonnal hozzáláttak székhelyük környékének a feltárásához. 1888-ban dr. Téry Ödön és dr. Thirring Gusztáv bejárta Budapest környékét, főleg a Pilis akkor még érintetlen vadonjait.
1888. december 28-án 273 taggal megalakult az MKE Budapesti osztálya. Az osztály elnöke a kiváló tudós-alpinista, báró Eötvös Loránd, alelnöke id. Lóczy Lajos egyetemi tanár, ügyvezető alelnöke Téry Ödön, titkára pedig Thirring Gusztáv lett. 1889. februárban Téry és Thirring szerkesztésében útjára bocsátották az első magyar turistalapot, a „Turisták Lapját”, és már az első évben 124 km utat jelöltek turistajelzéssel a főváros környékén.
1891. szeptember 29-én az MKE budapesti osztálya kimondta a megszűnését és nyomban utána, 152 taggal megalakult a Magyar Turista Egyesület. Az új egyesület elnöke báró Eötvös Loránd, alelnöke dr. Téry Ödön, titkára pedig dr. Thirring Gusztáv lett. Megalakult tehát az ország második turistaegyesülete, s tulajdonképpen ezzel vette kezdetét a turistaságnak az egész országra egységes kiterjesztése.
Sorra jelentek meg a kisebb turistaegyesületek:
| megalakulás éve | helye     | szervezet neve                       |
| 1888            | Nagyvárad | Bihari Kárpát Egyesület              |
| 1891            | Kolozsvár | Erdélyi Kárpát-egyesület             |
| 1891            | Pécs      | Mecsek Egyesület                     |
| 1891            | Eger      | MKE Egri Osztálya                    |
| 1892            | Mondor    | Modori Turista Egyesület             |
| 1892            | Temesvár  | Délmagyarországi Kárpát Egyesület    |
| 1896            | Lőcse     | MKE Lőcsi osztálya                   |
| 1896            | Nagybánya | MKE Nagybányai osztálya              |
| 1896            | Fiume     | MKE Fiuméi Osztálya                  |
| 1896            | Kőszeg    | MTE Kőszegi osztálya                 |
| 1896            | Vágvölgy  | MTE Vágvölgyi osztálya               |
| 1909            | Budapest  | Budapesti Egyetemi Turista Egyesület |

A 20. század elején a központi turistaszervezet létesítésének a gondolata került előtérbe. 1913. november 30-án volt a Magyar Turista Szövetség (MTSZ) alakuló közgyűlése. Elnökének gróf Teleki Sándort jelölték. Sajnos mire a lényegi munkát elkezdhették volna, kitört az első világháború.
A trianoni békeszerződés után csak nagy nehezen indult meg újból a magyar természetjáró mozgalom. A magyarországi túramozgalom számára az ország legnagyobb része, a Magas-Tátra és Erdély, úgyszólván minden jelentősebb hegyvidék elveszett, és nem maradt más, mint néhány középhegység. Ezért nehezen indult meg ismét a turistaélet Magyarországon.

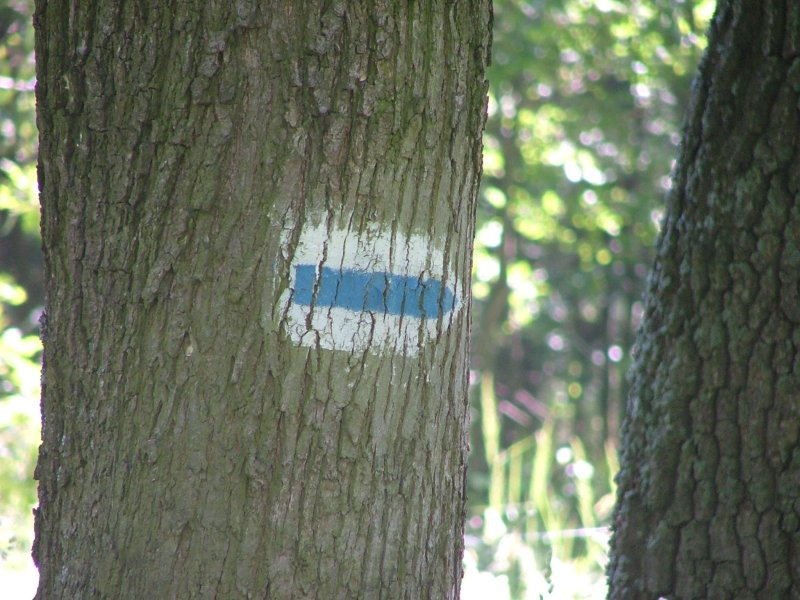
A kék jelzés egy fán

Az 1921. évi LIII. tc., a testnevelési törvény a turistaalapot a testnevelési alapba olvasztotta be és a testnevelési ügyeket – így a turistaságot is – a kultusztárca hatáskörébe utalta. Az ismét megindult szervezési munka eredményeképpen szép gyarapodást tudtak felmutatni az egyesületek taglétszám tekintetében. Útjelzések készültek és megépült a csúcshegyi, félsőtárkányi, magyarkúti, szentkúti, nagyszénási (Munkás TE), klastrompusztai, kevélynyergi, zsíroshegyi, kisinóci menedékház és a Mátraháza.
Az 1930-as évek elején alig remélt nagy lendülettel indult meg az alkotó munkásság. Egymás után épültek a jelentős menedékházak, így a bánkúti, telekesi, újhutai, dömörkapui, nagyvillámhegyi, kő-hegyi, Hatvan Ferenc, szárhegyi, várgesztesi, nógrádi menedékház. 1931-ben a nagyszabású turistakiállítás mozgatta meg a magyar túramozgalmat, 1932-ben pedig a hegyestetői turista-mintaterület létesítése jelentett határkövet a mindjobban terjeszkedő mozgalomban. Amikor 1933-ban a Magyar Turista Szövetség 20 éves jubileumát ünnepelte, a megcsonkított országban 50 menedékház hirdette a magyar túramozgalom életképességét több mint egymillió pengő értékben; 81 foglalt forrás volt az ország területén, és mintegy 3500 km jelzett út kalauzolta a turistákat a magyar hegyekben és erdőkben.
1938-ban a hatalmas arányú Szent István-vándorlás mozgatta meg a magyar turisták tömegeit. Az ország keleti végétől, a Nagy-Milictől az ország nyugati végéig, Írott-kőig terjedő több mint 800 kilométeres útvonalon létesült úgynevezett országos kék jelzés (kéktúra) a Trianon utáni Magyarország területének minden hegységét összekapcsolta a Mecsek kivételével.
1952-ben a Budapesti Lokomotív Sportkör túramozgalmat indított a kéktúra útvonalán. Az útvonal azóta többször módosult, meghosszabbodott. 1978-ban ezt az utat járta be Rockenbauer Pál és televíziós stábja, amiből a sokak számára ismert Másfélmillió lépés Magyarországon című sorozatot készítették.

## Magyarországi túramozgalmak

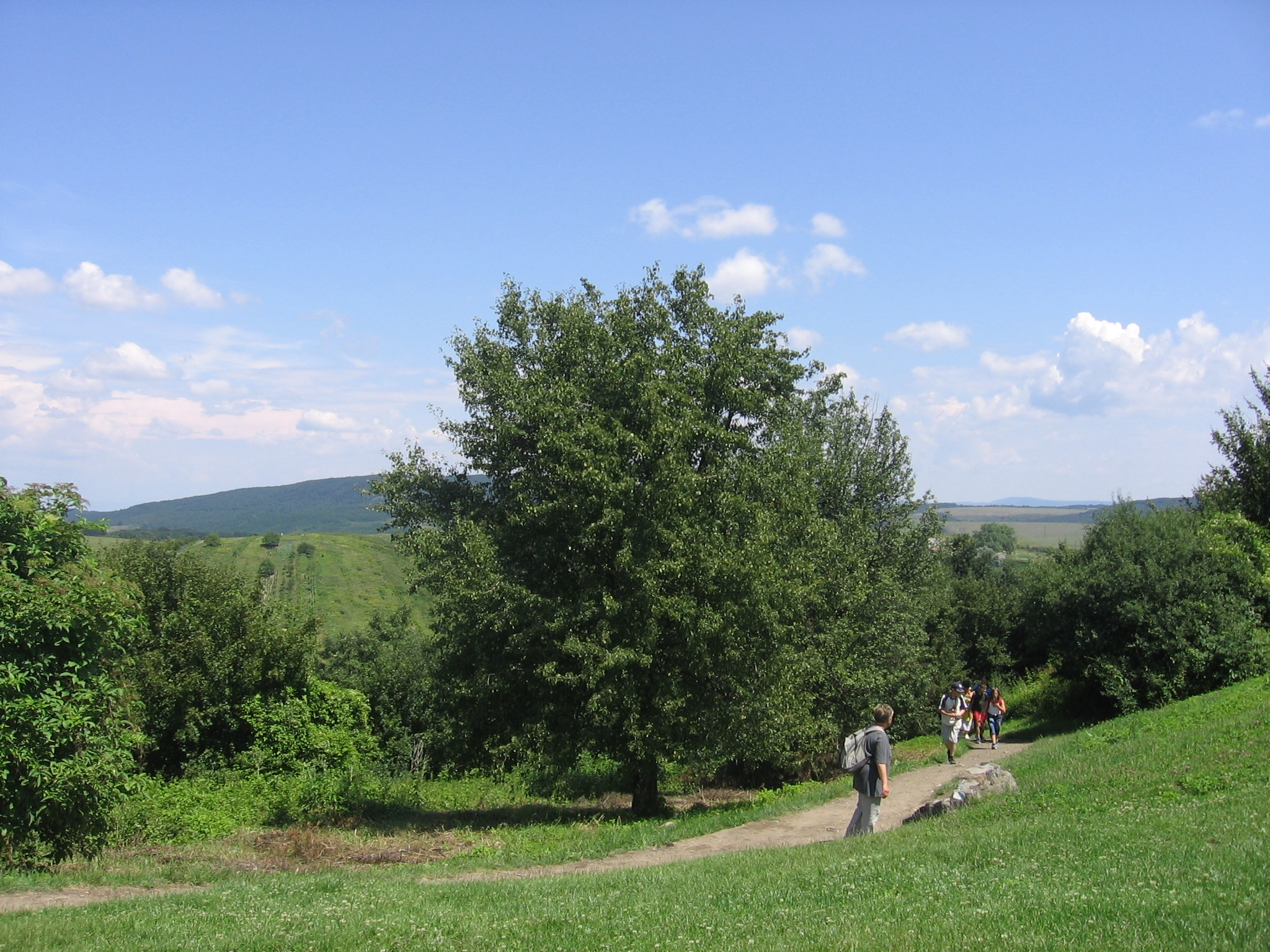
Túrázók a Cserhátban

A közel 200 ma is működő magyarországi túramozgalom közül néhány
- 9 megye 99 nevezetessége
- 10 megye 100 nevezetessége
- Balaton-felvidéki Kéktúra
- Dél-dunántúli Pirostúra
- Dornyay Béla-emlékút
- Északi Zöldtúra
- Kaposvár Turistája
- Kodály Zoltán-emléktúra
- Kohászok útja
- Közép-dunántúli Pirostúra
- Mária-út
- Móricz Zsigmond-túra
- Országos Kékkör: Az ország talán legismertebb túramozgalma a kék jelzés mentén, amelynek három fő szakasza:
  - Országos Kéktúra
  - Rockenbauer Pál Dél-dunántúli Kéktúra
  - Alföldi Kéktúra
- Palóc-út
- Pálos kolostorok Magyarországon
- Pilisi CsupaPiros
- Pilisi kilátások
- Pilisi vándorlás
- Rákóczi-túra
- Somogyi Várak
- Somogy Turistája
- Tájak Korok Múzeumok Egyesület (TKME) pecsételős játéka
- Templomok, kolostorromok a Balaton-felvidéken I. II.
- Várak a Mátrában
- Várak a Vértesben
- Vörösmarty Mihály mátrai emléktúra